# Стивенсон, Зои
Зои Стивенсон (англ. Zoe Stevenson; род. 19 июня 1991, Тауранга, Бей-оф-Пленти) — новозеландская гребчиха, выступавшая за сборную Новой Зеландии по академической гребле в 2009—2016 годах. Двукратная чемпионка мира, победительница этапов Кубка мира, участница летних Олимпийских игр в Рио-де-Жанейро.

## Биография
Зои Стивенсон родилась 19 июня 1991 года в городе Тауранга, Новая Зеландия. Дочь известного новозеландского гребца Эндрю Стивенсона, двукратного чемпиона мира, участника Олимпийских игр в Лос-Анджелесе.
Заниматься академической греблей начала в 2007 году, проходила подготовку в местном гребном клубе Tauranga Rowing Club. Окончила Университет Уаикато, получив степень бакалавра наук.
Впервые заявила о себе в гребле на международной арене в сезоне 2009 года, выиграв серебряную медаль в восьмёрках на юниорском мировом первенстве в Брив-ла-Гайард.
В 2010 году в восьмёрках стала серебряной призёркой на молодёжном мировом первенстве в Бресте. Попав в основной состав новозеландской национальной сборной, приняла участие в домашнем взрослом чемпионате мира в Карапиро, где стала четвёртой в распашных безрульных четвёрках.
В 2011 году в восьмёрках выиграла серебряную медаль на молодёжном мировом первенстве в Амстердаме.
В 2012 году стартовала в парных четвёрках и двойках на этапах Кубка мира в Люцерне и Мюнхене соответственно — в обоих случаях заняла в финале четвёртое место.
В 2013 году в парных двойках одержала победу на этапе Кубка мира в Сиднее, получила серебро на этапе в Люцерне и на мировом первенстве в Чхунджу, где в финале уступила только экипажу из Литвы.
В 2014 году в той же дисциплине была лучшей на этапе Кубка мира в Люцерне и на чемпионате мира в Амстердаме.
В 2015 году в парных двойках победила на этапах Кубка мира в Варезе и Люцерне, а также на мировом первенстве в Эгбелете, став таким образом двукратной чемпионкой мира по академической гребле.
Благодаря череде удачных выступлений удостоилась права защищать честь страны на летних Олимпийских играх 2016 года в Рио-де-Жанейро. Стартовала в зачёте парных двоек вместе с напарницей Ив Макфарлейн — сумела квалифицироваться лишь в утешительный финал В и расположилась в итоговом протоколе соревнований на 12 строке.
После Олимпиады в Рио Стивенсон сообщила о желании взять перерыв в спортивной карьере в связи с рождением ребёнка, однако в итоге она так и не вернулась в состав гребной команды Новой Зеландии — решила посвятить себя воспитанию сына Теда и учёбе по медицинской специальности.